# Rovné (Bystřice nad Pernštejnem)
Rovné (německy Rowney) je vesnice, část města Bystřice nad Pernštejnem v okrese Žďár nad Sázavou. Nachází se asi 7 km na severozápad od Bystřice nad Pernštejnem. Prochází tudy silnice I/19. V roce 2009 zde bylo evidováno 75 adres. V roce 2001 zde trvale žilo 208 obyvatel.
Rovné je také název katastrálního území o rozloze 4,73 km2.